# 兪甘同
兪甘同（ユ・カムドン、ゆ・かんどう、ハングル: 유감동、生没年不詳）は、李氏朝鮮時代に活躍した両班出身の妓生、詩人。

## 生涯
父は漢城府府使を務めた兪亀壽（ユ・グィス、유구수）。群守を務めた崔仲基（チェ・ジュンギ）と結婚。突然、キム・ヨダルという痴漢に襲われた。恐怖のあまり、病気を理由に実家へ帰ることもあった。当時の朝鮮では嫁いでいる女性が実家へ帰ることは恥さらしと言われていた。
夫は実家へ帰ることに怒りを覚え、彼女と離婚してしまう。離婚後は妓生として、数十人の男性と姦通した。当時の姦通罪は殺人罪に次ぐ、重罪であった。やがて、司憲府によって、彼女は姦通罪で逮捕。罰として鞭打ちにされ、朝廷の奴隷となった。彼女の事件をきっかけに姦通罪の取り締まりを強化していった（於乙于同の死刑など）。